# Galleryfurniture.com Tennis Challenge 2000 - Qualificazioni singolare
Le qualificazioni del singolare  del Galleryfurniture.com Tennis Challenge 2000 sono state un torneo di tennis preliminare per accedere alla fase finale della manifestazione. I vincitori dell'ultimo turno sono entrati di diritto nel tabellone principale. In caso di ritiro di uno o più giocatori aventi diritto a questi sono subentrati i lucky loser, ossia i giocatori che hanno perso nell'ultimo turno ma che avevano una classifica più alta rispetto agli altri partecipanti che avevano comunque perso nel turno finale.
Le qualificazioni del torneo Galleryfurniture.com Tennis Challenge 2000 prevedevano 32 partecipanti di cui 4 sono entrati nel tabellone principale.

## Teste di serie
1. Agustín Calleri (primo turno)
2. Xavier Malisse (Qualificato)
3. Petr Kralert (ultimo turno)
4. Bernd Karbacher (primo turno)

1. Michael Russell (Qualificato)
2. Kevin Kim (Qualificato)
3. Mark Knowles (primo turno)
4. Taylor Dent (ultimo turno)

## Qualificati
1. Eric Taino
2. Xavier Malisse

1. Kevin Kim
2. Michael Russell

## Tabellone

### Legenda
| - Q = Qualificato - WC = Wild card - LL = Lucky loser | - ALT = Alternate - SE = Special Exempt - PR = Protected Ranking | - w/o = Walkover - r = Ritirato - d = Squalificato |

### Sezione 1
|  | Primo turno     | Primo turno     | Primo turno     | Primo turno | Primo turno |  |  | Secondo turno  | Secondo turno  | Secondo turno  | Secondo turno  | Secondo turno |   |   | Ultimo turno | Ultimo turno | Ultimo turno | Ultimo turno | Ultimo turno |  |
|  |                 |                 |                 |             |             |  |  |                |                |                |                |               |   |   |              |              |              |              |              |  |
|  |                 | Eric Taino      | Eric Taino      | 6           | 7           |  |  |                |                |                |                |               |   |   |              |              |              |              |              |  |
|  | 1               | Agustín Calleri | Agustín Calleri | 4           | 5           |  |  | Eric Taino     | Eric Taino     | Eric Taino     | 6              | 6             |   |   |              |              |              |              |              |  |
|  | David Wheaton   | David Wheaton   | David Wheaton   | 6           | 6           |  |  | David Wheaton  | David Wheaton  | David Wheaton  | 2              | 1             |   |   |              |              |              |              |              |  |
|  | Luke Jensen     | Luke Jensen     | Luke Jensen     | 1           | 0           |  |  |                |                |                |                |               |   |   | Eric Taino   | Eric Taino   | 2            | 6            | 7            |  |
|  | Glenn Weiner    | Glenn Weiner    | Glenn Weiner    | 6           | 6           |  |  |                |                | Grant Stafford | Grant Stafford | 6             | 4 | 5 |              |              |              |              |              |  |
|  | Lazar Magdincev | Lazar Magdincev | Lazar Magdincev | 2           | 1           |  |  | Glenn Weiner   | Glenn Weiner   | Glenn Weiner   | 2              | 1             |   |   |              |              |              |              |              |  |
|  |                 | Grant Stafford  | Grant Stafford  | 7           | 6           |  |  | Grant Stafford | Grant Stafford | Grant Stafford | 6              | 6             |   |   |              |              |              |              |              |  |
|  | 7               | Mark Knowles    | Mark Knowles    | 64          | 1           |  |  |                |                |                |                |               |   |   |              |              |              |              |              |  |

### Sezione 2
|  | Primo turno     | Primo turno      | Primo turno      | Primo turno | Primo turno |  |  | Secondo turno | Secondo turno   | Secondo turno   | Secondo turno | Secondo turno |    |   | Ultimo turno | Ultimo turno   | Ultimo turno   | Ultimo turno | Ultimo turno |  |
|  |                 |                  |                  |             |             |  |  |               |                 |                 |               |               |    |   |              |                |                |              |              |  |
|  | 2               | Xavier Malisse   | Xavier Malisse   | 6           | 6           |  |  |               |                 |                 |               |               |    |   |              |                |                |              |              |  |
|  |                 | Paul Mancini     | Paul Mancini     | 1           | 2           |  |  | 2             | Xavier Malisse  | Xavier Malisse  | 6             | 6             |    |   |              |                |                |              |              |  |
|  | Márcio Carlsson | Márcio Carlsson  | Márcio Carlsson  | 6           | 6           |  |  |               | Márcio Carlsson | Márcio Carlsson | 2             | 2             |    |   |              |                |                |              |              |  |
|  | Brandon Coupe   | Brandon Coupe    | Brandon Coupe    | 3           | 1           |  |  |               |                 |                 |               |               |    |   | 2            | Xavier Malisse | Xavier Malisse | 7            | 7            |  |
|  | Luciano Vitullo | Luciano Vitullo  | Luciano Vitullo  | 6           | 6           |  |  |               |                 | 8               | Taylor Dent   | Taylor Dent   | 62 | 5 |              |                |                |              |              |  |
|  | Arnaud Benidor  | Arnaud Benidor   | Arnaud Benidor   | 2           | 0           |  |  |               | Luciano Vitullo | Luciano Vitullo | 6(1)          | 4             |    |   |              |                |                |              |              |  |
|  | 8               | Taylor Dent      | Taylor Dent      | 6           | 7           |  |  | 8             | Taylor Dent     | Taylor Dent     | 7             | 6             |    |   |              |                |                |              |              |  |
|  |                 | Jeff Salzenstein | Jeff Salzenstein | 2           | 68          |  |  |               |                 |                 |               |               |    |   |              |                |                |              |              |  |

### Sezione 3
|  | Primo turno   | Primo turno   | Primo turno   | Primo turno | Primo turno |  |  | Secondo turno | Secondo turno | Secondo turno | Secondo turno | Secondo turno |   |   | Ultimo turno | Ultimo turno | Ultimo turno | Ultimo turno | Ultimo turno |  |
|  |               |               |               |             |             |  |  |               |               |               |               |               |   |   |              |              |              |              |              |  |
|  | 3             | Petr Kralert  | Petr Kralert  | 6           | 6           |  |  |               |               |               |               |               |   |   |              |              |              |              |              |  |
|  |               | Richard Macey | Richard Macey | 0           | 2           |  |  | 3             | Petr Kralert  | Petr Kralert  | 6             | 6             |   |   |              |              |              |              |              |  |
|  | Hugo Armando  | Hugo Armando  | Hugo Armando  | 7           | 6           |  |  |               | Hugo Armando  | Hugo Armando  | 2             | 4             |   |   |              |              |              |              |              |  |
|  | Brian MacPhie | Brian MacPhie | Brian MacPhie | 64          | 3           |  |  |               |               |               |               |               |   |   | 3            | Petr Kralert | Petr Kralert | 1            | 4            |  |
|  | José Acasuso  | José Acasuso  | José Acasuso  | 6           | 6           |  |  |               |               | 6             | Kevin Kim     | Kevin Kim     | 6 | 6 |              |              |              |              |              |  |
|  | Will Ritter   | Will Ritter   | Will Ritter   | 0           | 0           |  |  |               | José Acasuso  | José Acasuso  | 4             | 2             |   |   |              |              |              |              |              |  |
|  | 6             | Kevin Kim     | Kevin Kim     | 6           | 6           |  |  | 6             | Kevin Kim     | Kevin Kim     | 6             | 6             |   |   |              |              |              |              |              |  |
|  |               | Michael Joyce | Michael Joyce | 4           | 2           |  |  |               |               |               |               |               |   |   |              |              |              |              |              |  |

### Sezione 4
|  | Primo turno     | Primo turno     | Primo turno     | Primo turno | Primo turno |  |  | Secondo turno | Secondo turno   | Secondo turno   | Secondo turno   | Secondo turno |   |   | Ultimo turno | Ultimo turno | Ultimo turno | Ultimo turno | Ultimo turno |  |
|  |                 |                 |                 |             |             |  |  |               |                 |                 |                 |               |   |   |              |              |              |              |              |  |
|  |                 | Robby Ginepri   | 6               | 63          | 6           |  |  |               |                 |                 |                 |               |   |   |              |              |              |              |              |  |
|  | 4               | Bernd Karbacher | 3               | 7           | 4           |  |  | Robby Ginepri | Robby Ginepri   | 3               | 6               | 4             |   |   |              |              |              |              |              |  |
|  | Wade McGuire    | Wade McGuire    | 4               | 6           | 7           |  |  | Wade McGuire  | Wade McGuire    | 6               | 4               | 6             |   |   |              |              |              |              |              |  |
|  | Jonathan Stark  | Jonathan Stark  | 6               | 0           | 6           |  |  |               |                 |                 |                 |               |   |   |              | Wade McGuire | 2            | 6            | 5            |  |
|  | Scott Humphries | Scott Humphries | Scott Humphries | 6           | 6           |  |  |               |                 | 5               | Michael Russell | 6             | 3 | 7 |              |              |              |              |              |  |
|  | Chris Groer     | Chris Groer     | Chris Groer     | 1           | 2           |  |  |               | Scott Humphries | Scott Humphries | 5               | 5             |   |   |              |              |              |              |              |  |
|  | 5               | Michael Russell | Michael Russell | 6           | 6           |  |  | 5             | Michael Russell | Michael Russell | 7               | 7             |   |   |              |              |              |              |              |  |
|  |                 | Michael Tebbutt | Michael Tebbutt | 3           | 3           |  |  |               |                 |                 |                 |               |   |   |              |              |              |              |              |  |